# Primera División de España 1974-75
La temporada 1974-75 de la Primera División de España de fútbol corresponde a la 44.ª edición del campeonato. Se disputó entre el 7 de septiembre de 1974 y el 25 de mayo de 1975.
El Real Madrid se proclamó campeón por decimosexta vez en su historia. 

## Sistema de competición
La Primera División de España 1974-75 fue organizada por la Real Federación Española de Fútbol. Como en temporadas precedentes, tomaron parte dieciocho equipo de toda la geografía española, integrados en un grupo único. Siguiendo un sistema de liga, los 18 equipos se enfrentaron todos contra todos en dos ocasiones (una en campo propio y otra en campo contrario) sumando un total de 34 jornadas. El orden de los encuentros se decidió por sorteo antes de empezar la competición.
La clasificación final se estableció con arreglo a los puntos obtenidos en cada enfrentamiento, a razón de dos por partido ganado, uno por empatado y ninguno en caso de derrota. Los mecanismos para desempatar la clasificación, si al finalizar el campeonato dos equipos igualaban a puntos, fueron los siguientes:
1. El que tuviera una mayor diferencia en el goal average o promedio de goles (cociente entre goles a favor y en contra) en los enfrentamientos entre ambos.
2. Si persiste el empate, el que tuviera el mayor goal average en todos los encuentros del campeonato.

### Efectos de la clasificación
El equipo que más puntos sumó al final del campeonato fue proclamado campeón de liga y obtuvo el derecho automático a participar en la siguiente edición de la Copa de Europa. 
Los tres mejores calificados, al margen de los clasificados para disputar la Copa de Europa (esto es, el campeón de Liga) y la Recopa de Europa (el campeón de la Copa del Generalísimo), obtuvieron una plaza para participar en la Copa de la UEFA de la próxima temporada.
Por su parte, los tres últimos clasificados descendieron a Segunda División, de la que ascendieron, recíprocamente, tres equipos.

## Equipos y estadios
| Equipo                      | Ciudad                     | Estadio           |
| --------------------------- | -------------------------- | ----------------- |
| Athletic Club               | Bilbao                     | San Mamés         |
| Club Atlético de Madrid     | Madrid                     | Vicente Calderón  |
| Fútbol Club Barcelona       | Barcelona                  | Camp Nou          |
| Real Betis Balompié         | Sevilla                    | Benito Villamarín |
| Real Club Celta de Vigo     | Vigo                       | Balaídos          |
| Elche Club de Fútbol        | Elche                      | Altabix           |
| Real Club Deportivo Español | Barcelona                  | Sarriá            |
| Granada Club de Fútbol      | Granada                    | Los Cármenes      |
| Hércules Club de Fútbol     | Alicante                   | José Rico Pérez   |
| Unión Deportiva Las Palmas  | Las Palmas de Gran Canaria | Insular           |
| Club Deportivo Málaga       | Málaga                     | La Rosaleda       |
| Real Murcia Club de Fútbol  | Murcia                     | La Condomina      |
| Real Madrid Club de Fútbol  | Madrid                     | Santiago Bernabeu |
| Real Sociedad de Fútbol     | San Sebastián              | Atocha            |
| Unión Deportiva Salamanca   | Salamanca                  | Helmántico        |
| Real Gijón                  | Gijón                      | El Molinón        |
| Valencia Club de Fútbol     | Valencia                   | Luis Casanova     |
| Real Zaragoza               | Zaragoza                   | La Romareda       |

## Clasificación
| Pos. | Equipo                  | Pts. | PJ | G  | E  | P  | GF | GC | Dif. | Clasificación                   |
| ---- | ----------------------- | ---- | -- | -- | -- | -- | -- | -- | ---- | ------------------------------- |
| 1    | Real Madrid C. F. (C)   | 50   | 34 | 20 | 10 | 4  | 66 | 34 | +32  | Clasifica a la Copa de Europa   |
| 2    | Real Zaragoza           | 38   | 34 | 15 | 8  | 11 | 58 | 47 | +11  | Clasifica a la Copa de la UEFA  |
| 3    | C. F. Barcelona         | 37   | 34 | 15 | 7  | 12 | 57 | 36 | +21  | Clasifica a la Copa de la UEFA  |
| 4    | Real Sociedad           | 36   | 34 | 12 | 12 | 10 | 37 | 32 | +5   | Clasifica a la Copa de la UEFA  |
| 5    | Hércules C. F.          | 36   | 34 | 11 | 14 | 9  | 37 | 36 | +1   |                                 |
| 6    | Atlético de Madrid      | 35   | 34 | 11 | 13 | 10 | 46 | 34 | +12  | Clasifica a la Recopa de Europa |
| 7    | U. D. Salamanca         | 35   | 34 | 10 | 15 | 9  | 33 | 29 | +4   |                                 |
| 8    | Elche C. F.             | 34   | 34 | 13 | 8  | 13 | 35 | 44 | −9   |                                 |
| 9    | Real Betis              | 34   | 34 | 14 | 6  | 14 | 35 | 41 | −6   |                                 |
| 10   | Athletic Club           | 33   | 34 | 13 | 7  | 14 | 40 | 42 | −2   |                                 |
| 11   | R. C. D. Espanyol       | 33   | 34 | 14 | 5  | 15 | 38 | 47 | −9   |                                 |
| 12   | Valencia C. F.          | 32   | 34 | 12 | 8  | 14 | 53 | 48 | +5   |                                 |
| 13   | U. D. Las Palmas        | 32   | 34 | 12 | 8  | 14 | 41 | 39 | +2   |                                 |
| 14   | Sporting de Gijón       | 32   | 34 | 11 | 10 | 13 | 40 | 40 | 0    |                                 |
| 15   | Granada C. F.           | 31   | 34 | 10 | 11 | 13 | 35 | 47 | −12  |                                 |
| 16   | C. D. Málaga (D)        | 31   | 34 | 13 | 5  | 16 | 33 | 42 | −9   | Descenso a Segunda División     |
| 17   | R. C. Celta de Vigo (D) | 30   | 34 | 10 | 10 | 14 | 30 | 41 | −11  | Descenso a Segunda División     |
| 18   | Real Murcia C. F. (D)   | 23   | 34 | 7  | 9  | 18 | 31 | 66 | −35  | Descenso a Segunda División     |

 Fuente: BDFutbol
Criterios de clasificación: Puntos · Diferencia de goles · Goles a favor · Play-off

### Evolución de la clasificación
| Equipo / Jornada   | 1  | 2  | 3  | 4  | 5  | 6  | 7  | 8  | 9  | 10 | 11 | 12 | 13 | 14 | 15 | 16 | 17 | 18 | 19 | 20 | 21 | 22 | 23 | 24 | 25 | 26 | 27 | 28 | 29 | 30 | 31 | 32 | 33 | 34 |
| Equipo / Jornada   |    |    |    |    |    |    |    |    |    |    |    |    |    |    |    |    |    |    |    |    |    |    |    |    |    |    |    |    |    |    |    |    |    |    |
| ------------------ | -- | -- | -- | -- | -- | -- | -- | -- | -- | -- | -- | -- | -- | -- | -- | -- | -- | -- | -- | -- | -- | -- | -- | -- | -- | -- | -- | -- | -- | -- | -- | -- | -- | -- |
| Real Madrid        | 7  | 2  | 2  | 2  | 2  | 1  | 1  | 1  | 1  | 1  | 1  | 1  | 1  | 1  | 1  | 1  | 1  | 1  | 1  | 1  | 1  | 1  | 1  | 1  | 1  | 1  | 1  | 1  | 1  | 1  | 1  | 1  | 1  | 1  |
| Real Zaragoza      | 15 | 9  | 7  | 5  | 12 | 7  | 11 | 6  | 9  | 5  | 6  | 4  | 5  | 4  | 4  | 4  | 2  | 2  | 2  | 2  | 2  | 2  | 2  | 2  | 2  | 2  | 2  | 2  | 2  | 2  | 2  | 2  | 2  | 2  |
| Barcelona          | 12 | 6  | 3  | 3  | 3  | 2  | 3  | 2  | 3  | 2  | 2  | 2  | 3  | 2  | 3  | 2  | 3  | 3  | 3  | 4  | 5  | 5  | 6  | 4  | 6  | 4  | 4  | 4  | 4  | 3  | 3  | 3  | 3  | 3  |
| Real Sociedad      | 6  | 8  | 6  | 11 | 10 | 14 | 10 | 14 | 13 | 13 | 13 | 13 | 13 | 13 | 10 | 8  | 5  | 6  | 6  | 8  | 6  | 4  | 3  | 3  | 3  | 3  | 3  | 3  | 3  | 4  | 4  | 4  | 4  | 4  |
| Hércules CF        | 8  | 14 | 17 | 16 | 16 | 12 | 7  | 9  | 11 | 10 | 12 | 9  | 10 | 11 | 13 | 15 | 14 | 15 | 14 | 14 | 15 | 14 | 14 | 16 | 15 | 13 | 11 | 7  | 6  | 6  | 5  | 5  | 5  | 5  |
| Atlético de Madrid | 10 | 15 | 10 | 13 | 4  | 9  | 13 | 10 | 10 | 11 | 9  | 8  | 8  | 5  | 8  | 10 | 11 | 10 | 8  | 9  | 11 | 13 | 10 | 13 | 10 | 8  | 5  | 8  | 10 | 7  | 10 | 7  | 8  | 6  |
| Salamanca          | 3  | 7  | 8  | 8  | 8  | 13 | 9  | 12 | 14 | 15 | 15 | 14 | 15 | 14 | 15 | 12 | 13 | 12 | 9  | 11 | 12 | 9  | 8  | 8  | 5  | 5  | 6  | 6  | 5  | 5  | 7  | 9  | 9  | 7  |
| Elche              | 18 | 12 | 11 | 15 | 11 | 6  | 12 | 7  | 5  | 8  | 8  | 10 | 7  | 10 | 7  | 9  | 10 | 14 | 15 | 15 | 16 | 15 | 16 | 12 | 12 | 15 | 13 | 13 | 9  | 9  | 6  | 10 | 7  | 8  |
| Real Betis         | 14 | 16 | 15 | 7  | 7  | 11 | 8  | 11 | 8  | 7  | 4  | 6  | 4  | 7  | 5  | 7  | 4  | 4  | 4  | 3  | 4  | 6  | 5  | 6  | 8  | 10 | 7  | 11 | 7  | 11 | 8  | 6  | 6  | 9  |
| Athletic Club      | 16 | 18 | 18 | 18 | 18 | 16 | 17 | 16 | 17 | 17 | 17 | 15 | 14 | 12 | 12 | 16 | 15 | 13 | 13 | 12 | 13 | 12 | 15 | 10 | 16 | 9  | 15 | 9  | 13 | 10 | 13 | 11 | 10 | 10 |
| Español            | 2  | 4  | 1  | 1  | 1  | 3  | 2  | 3  | 2  | 3  | 3  | 3  | 2  | 3  | 2  | 3  | 7  | 7  | 5  | 5  | 3  | 3  | 4  | 7  | 4  | 6  | 9  | 12 | 8  | 12 | 9  | 12 | 11 | 11 |
| Valencia CF        | 13 | 17 | 13 | 17 | 13 | 15 | 15 | 15 | 12 | 12 | 11 | 11 | 11 | 8  | 11 | 11 | 9  | 11 | 12 | 10 | 7  | 8  | 7  | 5  | 7  | 7  | 10 | 5  | 11 | 8  | 11 | 8  | 12 | 12 |
| UD Las Palmas      | 1  | 3  | 5  | 4  | 6  | 10 | 6  | 8  | 7  | 9  | 10 | 12 | 12 | 15 | 16 | 13 | 16 | 16 | 16 | 16 | 14 | 16 | 12 | 15 | 13 | 16 | 14 | 17 | 15 | 17 | 14 | 13 | 14 | 13 |
| Real Gijón         | 4  | 1  | 4  | 6  | 5  | 4  | 5  | 5  | 6  | 6  | 7  | 5  | 9  | 6  | 9  | 6  | 8  | 8  | 10 | 7  | 8  | 10 | 13 | 9  | 14 | 12 | 16 | 14 | 16 | 13 | 15 | 14 | 15 | 14 |
| Granada            | 11 | 10 | 14 | 10 | 9  | 5  | 4  | 4  | 4  | 4  | 5  | 7  | 6  | 9  | 6  | 5  | 6  | 5  | 7  | 6  | 10 | 7  | 9  | 11 | 9  | 11 | 8  | 10 | 14 | 14 | 12 | 15 | 13 | 15 |
| CD Málaga          | 5  | 13 | 16 | 12 | 15 | 17 | 18 | 17 | 18 | 16 | 18 | 17 | 17 | 17 | 17 | 17 | 17 | 18 | 17 | 17 | 17 | 17 | 17 | 17 | 17 | 17 | 17 | 15 | 17 | 16 | 17 | 16 | 17 | 16 |
| Celta              | 17 | 11 | 12 | 14 | 17 | 18 | 16 | 18 | 16 | 18 | 16 | 16 | 16 | 16 | 14 | 14 | 12 | 9  | 11 | 13 | 9  | 11 | 11 | 14 | 11 | 14 | 12 | 16 | 12 | 15 | 16 | 17 | 16 | 17 |
| Real Murcia        | 9  | 5  | 9  | 9  | 14 | 8  | 14 | 13 | 15 | 14 | 14 | 18 | 18 | 18 | 18 | 18 | 18 | 17 | 18 | 18 | 18 | 18 | 18 | 18 | 18 | 18 | 18 | 18 | 18 | 18 | 18 | 18 | 18 | 18 |

## Resultados
| Local \ Visitante   | ATH | ATM | BAR | BET | CEL | ELC | ESP | GRA | HER | LAS | MAL | MUR | RMA | RSO | SAL | SPO | VAL | ZAR |
| ------------------- | --- | --- | --- | --- | --- | --- | --- | --- | --- | --- | --- | --- | --- | --- | --- | --- | --- | --- |
| Athletic Club       | —   | 3–0 | 1–0 | 0–1 | 3–0 | 3–0 | 1–0 | 1–0 | 2–2 | 2–1 | 3–1 | 2–0 | 1–0 | 2–1 | 0–0 | 1–4 | 1–1 | 4–0 |
| Atlético de Madrid  | 2–0 | —   | 3–3 | 4–1 | 0–0 | 3–0 | 2–0 | 0–0 | 2–0 | 4–0 | 2–1 | 1–0 | 1–1 | 1–0 | 0–0 | 2–2 | 5–2 | 4–0 |
| F. C. Barcelona     | 4–0 | 1–0 | —   | 3–0 | 4–0 | 0–0 | 4–1 | 2–1 | 0–0 | 3–2 | 5–0 | 3–1 | 0–0 | 2–0 | 3–1 | 1–1 | 5–2 | 2–2 |
| Real Betis          | 2–1 | 2–1 | 1–0 | —   | 1–0 | 1–1 | 0–0 | 1–1 | 3–0 | 1–0 | 1–0 | 1–0 | 1–3 | 3–0 | 1–1 | 2–0 | 2–0 | 1–0 |
| R. C. Celta de Vigo | 1–0 | 0–0 | 1–0 | 1–1 | —   | 1–2 | 2–0 | 3–0 | 0–1 | 1–0 | 2–0 | 1–1 | 3–3 | 1–0 | 2–0 | 2–0 | 1–1 | 2–0 |
| Elche C. F.         | 1–0 | 1–0 | 1–0 | 2–0 | 2–0 | —   | 2–4 | 2–1 | 0–1 | 1–1 | 2–1 | 3–0 | 1–0 | 3–0 | 0–1 | 1–0 | 2–1 | 1–1 |
| R. C. D. Español    | 4–3 | 1–0 | 5–2 | 1–0 | 2–0 | 2–1 | —   | 1–0 | 2–1 | 1–0 | 1–2 | 2–1 | 0–2 | 0–1 | 1–0 | 0–0 | 5–3 | 2–1 |
| Granada C. F.       | 1–1 | 0–0 | 1–2 | 2–0 | 1–0 | 5–0 | 0–0 | —   | 1–1 | 1–1 | 1–0 | 2–1 | 3–3 | 1–0 | 1–1 | 2–1 | 2–1 | 3–0 |
| Hércules C. F.      | 0–0 | 3–2 | 0–0 | 2–3 | 0–0 | 1–0 | 2–1 | 0–1 | —   | 3–1 | 1–1 | 2–2 | 1–1 | 1–1 | 2–1 | 2–0 | 2–1 | 0–1 |
| U. D. Las Palmas    | 2–0 | 1–0 | 1–0 | 3–1 | 3–1 | 1–1 | 2–0 | 4–0 | 0–0 | —   | 1–0 | 5–0 | 1–2 | 1–0 | 1–1 | 1–0 | 1–1 | 2–0 |
| C. D. Málaga        | 2–0 | 0–0 | 3–2 | 1–0 | 3–0 | 1–0 | 2–0 | 1–1 | 0–1 | 1–0 | —   | 3–1 | 1–3 | 2–0 | 1–1 | 3–1 | 1–0 | 1–0 |
| Real Murcia C. F.   | 2–4 | 3–1 | 0–2 | 0–0 | 1–0 | 2–0 | 0–0 | 0–0 | 1–1 | 1–1 | 2–0 | —   | 2–2 | 2–2 | 2–1 | 2–1 | 1–5 | 1–5 |
| Real Madrid C. F.   | 2–0 | 1–0 | 1–0 | 3–2 | 4–1 | 5–1 | 5–0 | 1–0 | 2–1 | 4–1 | 4–0 | 4–0 | —   | 1–1 | 1–0 | 0–0 | 3–2 | 1–0 |
| Real Sociedad       | 3–0 | 1–1 | 3–2 | 2–0 | 1–1 | 0–0 | 2–0 | 2–0 | 2–2 | 2–0 | 2–0 | 2–0 | 1–1 | —   | 1–1 | 1–1 | 1–0 | 1–0 |
| U. D. Salamanca     | 0–0 | 1–1 | 1–0 | 2–0 | 0–0 | 2–0 | 2–0 | 1–0 | 0–1 | 2–1 | 1–0 | 3–0 | 0–0 | 1–1 | —   | 1–0 | 0–1 | 3–3 |
| Sporting de Gijón   | 1–1 | 2–2 | 0–1 | 2–0 | 1–1 | 3–1 | 2–1 | 5–1 | 2–1 | 0–0 | 1–1 | 1–0 | 2–0 | 0–2 | 2–1 | —   | 2–1 | 2–0 |
| Valencia C. F.      | 3–0 | 1–1 | 1–0 | 3–1 | 2–0 | 0–0 | 1–1 | 7–1 | 1–0 | 2–1 | 2–0 | 1–2 | 1–2 | 1–0 | 2–2 | 2–0 | —   | 0–0 |
| Real Zaragoza C. D. | 1–0 | 3–1 | 2–1 | 2–1 | 4–2 | 3–3 | 1–0 | 4–1 | 2–2 | 3–1 | 1–0 | 5–0 | 6–1 | 1–1 | 1–1 | 3–1 | 3–1 | —   |

## Máximos goleadores (Trofeo Pichichi)
| Pos. | Jugador                        | Equipo                 | Goles |
| ---- | ------------------------------ | ---------------------- | ----- |
| 1º   | Carlos Ruiz                    | Athletic Club          | 19    |
| 2.º  | Carlos Alonso, Santillana      | Real Madrid            | 17    |
|      | José Eulogio Gárate            | Atlético de Madrid     | 17    |
| 4.º  | Roberto Martínez               | Real Madrid            | 15    |
|      | Saturnino Arrúa                | Real Zaragoza          | 15    |
| 6.º  | Juan Gómez Voglino             | Elche CF               | 14    |
| 7.º  | José Antonio Barrios           | Hércules CF            | 13    |
| 8.º  | Enrique Castro, Quini          | Real Sporting de Gijón | 12    |
|      | Carlos Martínez Diarte, Diarte | Real Zaragoza          | 12    |
| 10.º | Daniel Solsona                 | RCD Español            | 11    |
|      | José Claramunt                 | Valencia CF            | 11    |
|      | Salif Keïta                    | Valencia CF            | 11    |